# Ivenacker See
Der Ivenacker See ist ein südlich von Ivenack gelegener mecklenburgischer See im 2011 entstandenen Großkreis Mecklenburgische Seenplatte. 

## Lage
Der See ist etwa 1200 Meter lang und 600 Meter breit. Er liegt vollständig auf dem Gemeindegebiet Ivenack, während das Südufer zum Ortsteil Klockow der Stadt Stavenhagen gehört. Am Nordufer befinden sich ein Tiergarten mit den Ivenacker Eichen und das Schloss Ivenack mit Englischem Landschaftsgarten direkt am See. Der See wird vom Augraben durchflossen. Das Seeufer ist komplett bewaldet. Inmitten des Sees befindet sich eine kleine bewaldete Insel.